# Crosbycus goodnighti
Crosbycus goodnighti is een hooiwagen uit de familie Ceratolasmatidae.